# پست (پروتکل انتقال ابرمتن)
در رایانه، پست POST یک از چندین شیوهٔ روش‌های درخواست است که توسط پروتکل انتقال ابر متن بر روی شبکه جهانی وب پشتیبانی می‌شود. متد درخواست پست برای درخواستی طراحی شده‌است که وب سرور داده را به صورت بسته در بدنهٔ پیغام درخواستی، برای ذخیره‌سازی دریافت نماید. این نوع اکثراً برای آپلود کردن یک فایل یا به ثبت رساندن فرمی که تکمیل شده‌است، استفاده می‌شود.